# کیش‌برنی
کیش‌بِرِنی (به مجاری:  Kisberény) یک منطقهٔ مسکونی در مجارستان است که در ناحیه فونیود واقع شده‌است. کیش‌بِرِنی ۷٫۴۶ کیلومتر مربع مساحت و ۱۷۸ نفر جمعیت دارد.